# Ismael Yaya
Ismael Yaya (* 1965) ist ein ehemaliger tschadischer Langstreckenläufer.

## Sport
Er trat bei den Olympischen Sommerspielen 1988 in Seoul an. Über 10.000 m schied er im Vorlauf aus.